# Пътят на честта
„Пътят на честта“ е български драматичен сериал на Нова ТВ, създаден по оригиналната идея на Елена Иванова.  Първият му сезон е продуциран от Global Films през 2019 г., а вторият – от Albion Films през 2021 г.
В главните роли са Силвия Петкова и Ивайло Захариев.

## Сюжет
Внимание:  Текстът по-долу разкрива сюжета на произведението (или части от него)!

### Сезон 1
Историята проследява живота на Огнян, Кера и малкия им син Мартин – щастливо младо семейство, което стопанисва семеен хотел-ресторант в Царево. Хотелът се управлява от Огнян и Кера, но е собственост на родителите на Огнян, Бонка и Начо. Братът на Огнян, Димитър е неудачникът на фамилията – мързелив, корумпиран, комарджия и женкар за разлика от предпочитания от родителите Огнян. Димитър е женен за Симона. Двамата нямат деца и Димитър е тайно влюбен в Кера, защото тя е различна от всички жени, които познава. Израснала е на село, а прилича на гражданка. С приятеля му Страхил се занимават с трафик на бежанци. Димитър едва прикрива завистта към брат си. Навръх рождения ден на малкия Мартин братята жестоко се скарват, защото Огнян е против нелегалните занимания на Димитър. На следващия ден Огнян отива на лов и не се връща. Търсят го цяло денонощие и го намират прострелян в странджанската гора. По същото време изчезва и Лазарина, 18-годишната дъщеря на най-добрия приятел на Огнян, Дичо.
В същото време в този район се случва още едно мистериозно убийство. Трупът на шеф на екокомисия е намерен при устието на Ропотамо. Киро Християнина, мутра от прехода, се е завърнал и отново е задвижил кървавата си машина за пари. Трупът на убития е качен в лодка за разходка, в устата му е натъпкана броеница и е пуснат да плува по течението на реката, където е намерен от рибари.
След убийството на съпруга ѝ младата Кера остава сама с детето. Бонка, свекърва ѝ, вече е свободна да изразява своята неприязън към нея. За нея Кера винаги е била чужда на семейството ѝ. Начетеността на Кера и любовта ѝ към книгите дразнят непримиримо Бонка. За нея снаха ѝ е от село, но се големее незаслужено. Двете се скарват жестоко за начина, по който Огнян да бъде погребан. Казвал е на Кера, че ако се случи нещо с него, иска да е кремиран и пепелта му да бъде разпръсната из заливите на Аркутино. Бонка от своя страна безуспешно се опитва да спре снаха си. Димитър предлага на Кера да се грижи за нея и сина ѝ. Надява се, че може да влезе в сърцето ѝ. Кера отказва да приеме предложението му. Димитър е твърде настойчив и решава да се възползва от нейната „свобода“. Започва да я посещава често, ревнува я от приятеля на Оги Дичо и кара Кера да се чувства като в капан в собствения си дом. Търсейки спасение от семейството на мъжа си, Кера заминава със сина си за София.
След множество несполучливи опити Кера намира училище за Марти и е назначена като продавачка в кафето към холдинга на Калоян Станков. Тя заживява при сестра си Люба. Скоро Кера си намира и втора работа – става детегледачка на децата на шефа си – Крис и Лора. Заради заминаването на майка им Анелия в Канада, Калоян е неспособен да се грижи за семейството си. В това време адвокатът на сем. Станкови – Симеон Хаджигенов, за да предпази любимите си и единствени приятели—Калоян, майка му Мария, и сестра му Жаки, поръчва убийството на завърналия се Киро Християнина.
Семейство Станкови решава да реставрира купената стара къща от мъжа на Мария—Христо. Те я превръщат в луксозно заведение с ограничен достъп. За управител Жаки избира амбициозната Стела Ковачева. По време на официалното откриване една от уволнените моделки на Жаки— Бианка, тайно подхвърля пакет кокаин в тоалетната на ресторанта. Всички са привикани в полицията. Жълтата преса започва главоломна атака срещу Станкови.
Кера заедно с Люба тайно прониква в счетоводството на холдинга и откриват доказателства, че съдружникът на Калоян—Камен е присвоявал средства от общата каса на холдинга. След като се инати известно време, Калоян признава, че Кера е отговорен професионалист. Тя е назначена за главен счетоводител, на мястото на уволнената Мира.
Симеон решава да разкрие чувствата си към Жаки, но тя от своя страна ги отхвърля. Симеон е съкрушен. Киро Християнина, още от самото си запознаване с Жаки, е силно влюбен в нея. Той не издържа, че адвокатът му Симеон също има такива чувства, и една нощ, го извиква на парти в дома си. Там, измамен от компаньонки и наркотици, Симеон приема свръхдоза и умира. За по-сигурно Киро кара серийния убиец Тарик да разстреля Симеон в челото.
От скелето на строеж на холдинга Киро бута работник с цел да продължи атаката срещу Калоян. Човекът е в тежко състояние. Синът му Богомил разбира, че той е бил бутнат и започва да търси сведения в полицията. Киро задушава работника в болницата. Той праща мутри да убият жената и сина на злочестия работник. В същото време Калоян е там и заедно с Богомил обезоръжават убийците и викат полиция. Киро убива и двете мутри в едно поле.
В Царево Симона се развежда с Димитър заради побоите и спонтанния ѝ аборт. Тя заживява при горския Дичо. Бонка праща сина си в София да вземе Марти. Той за кратко го отвлича и праща сигнал до социалните за лоши условия, при които е отглеждан малкият. Те не откриват нередности.
Между Кера и Калоян пламва любов, против която е майка му Мария. В същото време в София се прибира уволнената Анелия, която в Канада си е намерила любовник.
Начо решава да продаде хотела и да се разведе с Бонка. Тя твърдо отказва и моли Димитър да го разубеди. Бонка взема крайно решение— да отрови Начо с татул.
Тогава Мария отива в Царево да се срещне с Бонка. Бонка ѝ наговаря куп лоши неща за Кера.
Киро предлага брак на Жаки. Тя приема. Под въздействието на татула, Начо пада от покрива и си чупи крака. Бонка и Димитър го връзват и заключват. Д-р Стефанов, полицай Николов и Дичо отиват да видят Начо. Те са ужасени. Той е приет по спешност в болница. Кера решава да се прибере с Марти към родното ѝ село Българи. През нощта Начо издъхва в болницата. Токсикологичните изследвания доказват отравянето му с татул. В това време Лазарина проговаря и разказва пред Николов, че Димитър е убил брат си Огнян, след като Огнян го е нападнал, а Страхил е пряк очевидец. Полицията арестува Бонка, Димитър и Страхил. На път за село Кера и Марти се засичат с Калоян, който през това време е в Царево. Те тръгват с него.
Тялото на Симеон е намерено край Бургас, заровено от Тарик по пътя му с Мария до Даскалово.
Тогава се състои сватбата между Жаки и Киро. След венчавката, Киро Християнина е застрелян на стълбите на храм-паметника „Св. Александър Невски“.

### Сезон 2
Няколко дни след смъртта на Киро Жаки изглежда съсипана. Калоян и майка му Мария се опитват да разкрият убиеца му.  На погребението на Киро Мария се опита да се извини на Жаки, но тя отказва да я слуша. В този ден неочаквано се появява южноафриканеца  Стивън Ричардс, който е бил приятел на  Киро. 
Любовта на Калоян и Кера продължава. Двамата вече живеят заедно в една къща. В Бургас друг сюжет се развива в семейство Даскалови. Филип Даскалов съобщава на родителите си Константин и Екатерина и жена си Маргарита (тя е детски педагог и психолог, помагнала на Ина да проговори) съобщава голямата новина за изборите, но всичко се обърква, когато се появява полицията да арестува Филип за смъртта на Симеон, който е бил заровен в земите му.
Междувременно в Царево Симона и Дичо се местят в Бургас, полицай Николов получава повишение, а Ина става студентка в Бургас. 
В София Жаки още страда за смъртта на Киро. Тя не говори с майка си и брат си, дори ги обвинява за смъртта му. 
През това време Страхил и Димитър са в един затвор, а Бонка е в психиатрията.
Кера започва да търси информация за биологичните си родители. Жаки има собствена бижутерия, подарък от Киро. Филип е освободен от затвора и загубил изборите. Заклева се да накаже Мария за това. През това време някой следи положението след смъртта на Киро и това е банкерката му Красимира Зарева. 
През това време Калоян има нов офис, избран от Люба и Асен, но после се разбира, че с Киро са станали съдружници, когато Камен, бившият му бизнес партньор, фалшифицирал подписа му, преди да се самоубие.  
Появява се Стивън и с Жаки стават бизнес партньори в бижутерията й.  
Кера написва във фейсбук, че е осиновена и търси помощ. След това на нея ѝ пише една жена Весела, която също е изгубила детето си. Те се срещат и после си правят ДНК тест, но е отрицателен.  
Междувременно Страхил е пуснат от затвора с помощта на вуйчо си Владимир Ленков, които става адвокат на Анелия. Съобщавайки тази новина, Дичо и Симона молят Марго и Филип за помощ, за да се предпазят от него.  
Красимира се среща с Жаки и говорят за диаманта от Киро. Тя не разбира и Красимира започва да я заплашва. 
Мария иска от Тарик да каже истината за смъртта на Симеон, но той казва, че е убит от свръхдоза от наркотици.  
Анелия се опитва да провали Калоян, като му вземе холдинга му, Жаки продава дяловете си на нея. 
Димитър и Бонка още не са забравили миналото си и искат сурово отмъщение за Кера и Симона.  
Красимира взема бижута от Жаки, без да плати, а Стивън става партньор и на нея. По-късно Жаки осъзнава грешката си и се извинява на майка си и брат си. После разбира, че Киро е убил Симеон и повиква Стивън за утеха. Между двамата започват да прехвърчат искри и започват връзка. 
Калоян прехвърля останалите дялове на децата си, а Анелия и Ленков също започват връзка.  
Калоян предлага на Кера да се оженят и тя се съгласява, но злото отново се появява, когато Страхил фалшифицира смъртта на Димитър и го освобождава от затвора, сега той живее под чуждо име.  
Ада, която е банкер в казино, се опитва да убие Мария заради смъртта на съпруга си, но Жаки спасява майка си и убива Ада. 
Николов съобщава фалшивата смърт на Димитър на Дичо, Симона и Лазарина и накрая съобщава на Кера, която тръгва да търси информация в село Българи.  
Жаки се опитва да помогне на брат си с помощта на една хакерка Тони - приятелка на Вихра.  
През това време между Люба и Асен отново прехвърчат искри, но тя твърди, че обича Петър. Асен още влюбен и се опитва да си я върне, но не успява. 
Димитър още не е забравил миналото си и започва да пише анонимни съобщения на Симона, Бонка прави фалшиви обаждания до Кера. 
Жаки започва да подозира Стивън и открива, че той се опитва да вкара Мария в беда като има доказателства за пистолета и флашката, но после осъзнава, че се е влюбил в Жаки. 
Страхил освобождава Бонка от психиатрията и след като Кера чува новината от Николов, тя се страхува да не й вземе Марти.  
Стивън се опитва да обясни, че обича Жаки, но тя го отхвърля, а през това време Люба открива, че е бременна, но не знае дали бебето е от Асен или от Петър. Калоян се опитва да помогне на Даскалови и обяснява на Константин за Кера и е готов да се срещне с нея, но на деня на срещата Димитър отвлича Кера. 
В разговора на Ленков и Красимира той се опитва да я убие, но после се появи дъщерята на Красимира - Мия и планът му се проваля. Страхил е арестуван за убийството на Любо и Искрен, които са били убити от Димитър при измамите с апартаментите. Жаки още търси убиеца на Киро. Димитър се опитва да спечели любовта на Кера за последен път, но тя го отблъсква. Подвеждайки го, че ще прави любов с него, Кера прави отчаян опит да избяга. Димитър ранява тежко Свилен. Калоян спасява Кера и убива Димитър с помощта Тачо. 
После Кера се среща със семейство Даскалови и те обясняват, че са биологичните родители на Кера и са я изоставили,  понеже Екатерина казва, че като станат пълнолетни ще си я вземат, но става така, че тя се старае никой да не я намери. Затова си правят ДНК тест. Бонка се среща с Марти, но той не иска да я вижда. Красимира обяснява на Ленков, че е баща на Мия. Николов се опитва да арестува Бонка, но я намират мъртва, тя се е самоубила. Люба признава на Петър за изневярата си с Асен и те се разделят. 
Кера открива, че Марго и Филип са биологичните й родители. Жаки помага на Калоян да си върне холдинга. Люба и Асен се събират и се разбира, че той е баща на детето. Ленков убива Красимира и накрая обяснява на Мия, че той й е баща. Кера и Калоян заедно с децата си се преместват в Бургас и тя казва на родителите си, че Мария ще върне земите й.  
Жаки решава да затвори бижутерията,  но Ленков я принуждава да отиде да даде диаманта на чужденец предприемач и я заплашва, че ако не отиде ще й направи нещо лошо, тя се съгласява. След това Стивън й обяснява, че е агент от Интерпол. 
Като отива там тя е арестувана заедно с чужденеца и предприемача, но после е освободена от Стивън и после се извинява на Калоян и Мария. 
Жаки открива, че Вихра е убила Киро заради покойната й приятелка Гери, която е убита от него. Тя я освобождава и после Найденов убива Вихра. Жаки се чувства виновна заради смъртта й, Стивън се опитва да я утеши. Ленков и дъщеря му Мия напускат страната, а Красимира е жива на един остров. Мария и Калоян връщат земите на Даскалови. 
Кера и Калоян сключват брак, Люба и Асен са там с бебето си, Симона и Дичо чакат първото си дете заедно, а Кера се радва, че е открила родителите си.  
Всички са щастливи, а тяхното минало остава зад гърба им.  

## Актьорски състав
Главни роли 
- Силвия Петкова – Кера Караиванова/Даскалова/Станкова е родена в село Българи. Тя е решителна и борбена жена с изключително силни принципи и морал. Осиновена още като бебе от възрастна двойка. След смъртта им Кера е изхвърлена от роднините и прибрана от Люба и майка ѝ Вера, която също умира малко по-късно. Така Кера прекарва годините до пълнолетие в сиропиталище. Завършва счетоводство в Бургас, където се запознава и със съпруга си Огнян. След убийството му и опитите на Бонка да ѝ отнеме Мартин, Кера бяга от Царево със сина си в София и започва нов живот от нулата. В сезон 2 става ясно, че тя е дъщерята на Маргарита и Филип Даскалови. Има връзка с Калоян.Остава жива(сезони 1-2)
- Ивайло Захариев – Калоян Станков е син на Мария и съпруг на Анелия, баща на Лора и Кристиян. Той е млад и успешен бизнесмен със силно развито усещане за принципи и честност. Израсъл в мутренска среда, Калоян държи да скъса с миналото и бизнесът му да е изцяло прозрачен и законен. Отговорен в работата си и честен със служителите си. Иска в България да се спазват правилата и да работят законите. Патриот, който иска децата му да останат в България. Бивш съпруг на Анелия, има връзка с Кера.Остава жив (сезон 1-2)
- Веселин Плачков – Киро Християнина или Кирил Ралчев е влиятелна фигура от подземния свят, благодарение на която семейство Станкови натрупва началния си капитал. Бивш шеф на канал за контрабанда на цигари. Изчезва безследно през 2006 г. Бивш каратист, умен, манипулативен, безскрупулен, жесток, богат и отмъстителен. Придобил е лустро от 13-годишния си престой в чужбина. Симпатичен, жените го харесват, има чар, както и маниери. Силно религиозен, но само на думи, а не на дела. Обича да цитира откъси от Библията и да говори за Бог, но всъщност е убиец, поръчител на убийства, служи си с рекет и изнудване. Обсебен от Жаки още откакто тя е била дете. Убит от Вихра на сватбата си с Жаки заради убийството на Гери. (участва в сезон 1)
- Галя Александрова – Бонка Караиванова е съпруга на Начо, майка на Огнян и Димитър и свекърва на Кера и Симона. Авторитарна, конфликтна, вечно мрънкаща и недоволна жена, злобна и двулична. Командва цялото семейство. Ненавижда снаха си Кера, но обожава внука си Мартин. Прекарва известно време в психиатрия, откъдето я извежда Страхил. Обесва се след убийството на Димитър. (сезони 1-2)
- Любомир Петкашев – Начо Караиванов е съпруг на Бонка, баща на Огнян и Димитър и свекър на Кера. Добър, тих, работлив и грижовен човек. Разбира се добре с жена си – тя говори и ръководи, а той слуша и изпълнява. Обича Кера и внука си Мартин. Убит от Бонка, която го трови с татул. (участва в сезон 1)
- Мариана Миланова – Мария Станкова е майка на Калоян и Жаклин. Успешна бизнесдама, цинична, но и грижовна, знае цената на всичко. Обожава децата си, трепери над тях. Всички рискове, които е поемала, са в тяхно име. Отвъд разочарованието от прехода, тя владее всички негови слабости и е успяла да излезе на печалба от комбинациите, в които е участвала. Бивша митничарка, влязла в бизнес с мутрите. Направила е парите си от ембаргото в партньорство с Киро Християнина. Има собствено заведение.Остава жива (сезони 1-2)
- Благовест Благоев – Димитър Караиванов е брат на Огнян. Комплексиран, агресивен човек. Мързелив, обича хазарта и далаверите. Мрази да работи и най-вече мрази успешния си брат. Винаги се е опитвал да спечели одобрението на родителите си, но то вечно е било за брат му. Занимава се с трафик на бежанци, след излизането си от затвора става съдружник в схема за придобиване на апартаменти чрез измама. Женен за Симона. Вече не обича истински жена си, често ѝ изневерява и я бие. Привързан към племенника си Марти. Влюбен е силно в Кера и я защитава от Бонка, но тя го отблъсква. Убит от Тачо и Калоян, след като отвлича Кера. (участва в сезон 1 и 2)
- Александър Спиров – Мартин Караиванов е син на Огнян и Кера. Жизнерадостно, любознателно, умно и добро дете. Губи баща си непосредствено след седмия си рожден ден. Голямата му мечта е да стане космонавт. Обожава майка си и баща си и затова приема трудно смъртта на Огнян. Преместването в София го откъсва от средата му, липсват му баба Бонка и дядо Начо, както и приятелите от Царево. Постепенно свиква с новата среда. (сезони 1-2)
- София Маринкова – Жаклин Станкова е дъщеря на Мария и сестра на Калоян. Амбициозна, красива и образована, своенравна още от дете. Отгледана с пари и това ѝ личи – купонджийка, непукист, обича лукса и лошите момчета. Жаки ръководи агенция за модели, хитра и интелигентна е, има нюх за бизнес. В сезон 2 е собственик на шоурум за диаманти. Има връзка с Киро Християнина и със Стивън. Остава жива (сезони 1-2)
- Гергана Данданова – Анелия Станкова е съпруга на Калоян и майка на Лора и Кристиян. Бивша шампионка по художествена гимнастика. Родена в Обеля, бедният ѝ произход я е направил адаптивна и хитра. Изключително амбициозна, след години в сянката на Калоян и гледането на децата, тя мечтае за кариера. Приема предложение да бъде треньор на националния отбор на Канада по художествена гимнастика и избира работата пред семейния живот с риск бракът ѝ да се разпадне. В Канада си намира любовник и изневерява на Калоян. Уволнена е от този пост след скандално отношение към национална състезателка. Развежда се с Калоян и взима дял от холдинга му. Има кратка връзка с Владимир Ленков. Накрая разбира, че е допуснала много грешки. Остава жива (сезони 1-2)
- Орлин Павлов – Стивън Ричардс-партньор на Киро от ЮАР. Занимава се с диаманти. След убийството на Киро работи едновременно с Красимира и Жаки, мамейки и двете. Изнудва Мария Станкова за 400 000€, които впоследствие ѝ връща. Агент под прикритие  на Интерпол. Повече от всичко обича баба си. Има връзка с Жаки.Остава жив (сезон 2)
- Койна Русева – Красимира Зарева-банкер. Цял живот е работила под закрилата на Владимир Ленков, с когото има връзка още като студентка. Изнудва Жаки за 3 000 000 евро заради изчезнал диамант, който Киро е трябвало да ѝ предаде. След като поръчва убийството на журналист в центъра на София, Зарева става неудобна и генералите поръчват на Ленков да я убие.  Убита от снайперист, докато се качва в колата си. В края на сезон 2 става ясно, че е жива и живее в топлите страни. Бивша приятелка на Владимир Ленков, майка на Мия. (сезон 2)
- Доротея Толева – Вихра Панева е бодигард, дясна ръка и шофьор на Жаки. Бисексуална. Помага на Жаки, дава ѝ съвети за всичко. Вихра е физическият убиец на Киро Християнина и на Тарик. Убива ги като отмъщение за смъртта на приятелката си Гери, която е удушена от Киро. Убита от полицията при опит за арест. (сезони 1-2)
- Деян Донков – Владимир Ленков – бивш висш полицай, настоящ адвокат. Той се заема с развода на Анелия. Впоследствие я измамава, за да придобие целия холдинг на Калоян. Ленков е влиятелна фигура с връзки на най-високо ниво. Работи с генерали от ДС. Може да вкарва невинни в затвора и да изкарва виновни. Бивш приятел на Красимира, баща на Мия.Остава жив (сезон 2)

### Поддържащи герои
- Александър Митев – Дизайнер
- Александър Синеморский – Демирев
- Анна Петрова – Неда
- Антон Димитрачков – Ангел
- Борислав Захариев – Тачо
- Велизара Душанова – Калина
- Веселин Анчев – Дичо
- Владимир Зомбори – Огнян Караиванов
- Веселин Мезеклиев - Генерал Босев
- Галя Сарафова – Ада Чолева
- Георги Манов – Кристиян Станков
- Даниел Диков – Стуци Прашката
- Даниела Йорданова – Госпожа Касабова
- Данчо Колев – Петев
- Дария Митушева – Карла, пациентка в психиатрията, която разбира, че Бонка не е луда
- Димитър Ангелов – Станимир Николов (Миро), син на полицай Николов (1 сезон). Той по погрешка е блъснал Лазарина с колата на баща си, когато тя изскача на пътя.
- Димитър Банчев – Радо
- Елеонора Иванова – Млада Красимира
- Елизабет Радева – Вера
- Емануил Константинов – Социален служител
- Емил Каменов – Пешо Коравия
- Енчо Данаилов – д-р Петев
- Жорета Николова - Екатерина
- Ивайло Аспарухов – Веселинов
- Иван Матев – Цеко
- Иван Пасков – Полицай
- Илияна Коджабашева – Леля Люба, осиновена сестра и най-добра приятелка на Кера; влюбена в Асен, за известно време го изоставя и почти се жени за Петър.
- Илияна Лазарова – Стела, наета от Жаки и Калоян; влюбва се в Калоян, който се държи зле с нея, поради което тя прави два опита за самоубийство; при втория се опитва да убие и Жаки, но умира сама, след като Симеон закъснява да я спаси.
- Ивайло Герасков - Свилен
- Ивайло Симеонов - Генерал Мутафов
- Константин Гергинов-Тими – Алекс, любим на Лора
- Кире Гьоревски – Тарик. Убит от Вихра
- Красимир Митов – Антон
- Леарт Докле – Страхил Ненов (сезон 1)
- Лидия Вълкова – Госпожа Каравелова
- Лидия Михова – Баба Роси
- Линда Русева – Сестра Мирчева
- Любен Попов – Христо
- Любов Павлова – Леля Цвета
- Любомир Ковачев – Адвокат Гошев
- Магдалена Тенева – Камелия
- Мак Маринов - Страхил (сезон 2)
- Марин Рангелов – Младия Филип
- Мариан Маринов – Филип Даскалов (сезон 2)
- Марина Николова - Олга
- Мария Генчева – Баба Стефка, бавачка на Марти
- Марчо Апостолов - Филип Даскалов (сезон 1)
- Моника Иванова – Лазарина - Ина
- Найа Арсова – Лора Станкова
- Нели Чунчукова – Веска, любовница на Димитър и най-добра приятелка на жена му
- Николай Стоянов – Доктор Стефанов
- Николай Станчев - Генерал Василев
- Огнян Симеонов – Инспектор Желев
- Оливера Дарко - Мия Зарева
- Павел Емилов – Мишо
- Параскева Джукелова – Маргарита Даскалова
- Петър Дочев – Асен
- Петър Калчев – Инспектор Николов
- Петя Бончева – Симона, съпруга на Димитър, после любовница на Дичо
- Пламен Пеев – Адвокат Димитров
- Петьо Цеков - Лихвар
- Розалия Абгарян – Данчо Цачев
- Сашка Братанова – Цена
- Свежен Младенов – Петър
- Симеон Лютаков – Симеон Хаджигенов, адвокат на семейство Станкови (1 сезон)
- Станислав Пищалов – Константин Даскалов
- Стефан Младенов – Бай Иван
- Стефани Ивайло – Бианка-Биляна Бинева, модел и наркозависима
- Стоян Алексиев – Добри
- Стефан Къшев - Исмаил
- Теодор Елмазов – Адвокат Денев
- Тодор Киров – Лихварят Пешо
- Христо Пъдев – Камен
- Христо Узунов – Мъж от 90-те години
- Юлиян Балахуров – Инспектор Найденов

## Сезони
| Сезон | Сезон                               | Време на излъчване                 | ТB канал       | Премиера             | Финал               | Епизоди |
| ----- | ----------------------------------- | ---------------------------------- | -------------- | -------------------- | ------------------- | ------- |
| 1     | 9 септември 2019 – 19 октомври 2019 | понеделник до четвъртък от 22 часа | Нова телевизия | 9 септември 2019 г.  | 19 декември 2019 г. | 52      |
| 1     | 21 октомври 2019 – 19 декември 2019 | понеделник до сряда от 22 часа     | Нова телевизия | 9 септември 2019 г.  | 19 декември 2019 г. | 52      |
| 2     | 14 септември 2021 – 2 декември 2021 | вторник до четвъртък от 20 часа    | Нова телевизия | 14 септември 2021 г. | 9 декември 2021 г.  | 40      |
| 2     | 6 декември 2021 – 9 декември 2021   | понеделник до четвъртък от 20 часа | Нова телевизия | 14 септември 2021 г. | 9 декември 2021 г.  | 40      |